# Овечкин, Алексей Валерьевич
Алексе́й Вале́рьевич Ове́чкин (латыш. Aleksejs Avečkins; 26 мая 1976 — 19 августа 2013) — латвийский и белорусский балетный танцовщик. Солист Латвийского национального балета. Трижды лауреат латвийской национальной театральной премии «Ночь лицедеев» (Spēlmaņu nakts; 1999, 2008, 2012) в номинации «Лучший артист балета». Лауреат Международного оперного приза года компании «Aldaris» (1999), лауреат Большой музыкальной награды Латвии (2002).
Алексей Овечкин в 1994 году окончил Белорусское государственное хореографическое училище, с 1994 по 1998 был солистом Белорусского Большого академического театра оперы и балета, с 1998 по 2013 год работал в труппе Латвийского национального балета.
В 2011 году дебютировал на драматической сцене — в спектакле «Кастинг» Театра имени Моссовета.

## Биография
Алексей Овечкин родился 26 мая 1976 года в Бресте (Белорусская ССР) в семье, не связанной с искусством. Отец Валерий Васильевич Овечкин работал водителем, а мама Людмила Дмитриевна была работником книжной торговли. Алексей был вторым ребёнком в семье после сестры Натальи. Алёша почувствовал своё призвание в очень раннем возрасте — слыша музыку, он не мог сидеть спокойно и немедленно бросался в пляс. «…Дома в Бресте мы с сестрой всегда устраивали представления в саду. Мы приглашали наших родителей и соседей…»

Учиться Алексей поступил в среднюю школу № 5 с музыкально-хореографическим уклоном (ныне — гимназия № 3 г. Бреста). Танцевал в организованном при школе детском народном ансамбле песни и танца «Прибужье» и вскоре был рекомендован минскими педагогами-хореографами для поступления в Белорусское государственное хореографическое училище. В 1987 году Алексей Овечкин успешно выдержал вступительные испытания и был зачислен в 5 класс училища. Алексей учился у педагогов Г. П. Синельниковой, А. С. Мартынова, У. А. Азимова .
В 1994 году после окончания учёбы Алексей Овечкин был принят в труппу Государственного академического Большого театра оперы и балета Республики Беларусь. За три года работы здесь он прошёл путь от танцовщика кордебалета до солиста, исполнителя сольных и ведущих партий в классических балетах «Жизель», «Дон Кихот», «Бахчисарайский фонтан», «Ромео и Джульетта», «Раймонда», «Корсар» и другие. Он также исполнял партии Ярополка в национальном балете «Страсти (Рогнеда)», Бога в «Сотворении мира». В этих ролях Алексей проявил себя как танцовщик с очень яркой индивидуальностью.
Летом 1997 года Алексей Овечкин по приглашению Литы Бейрис выступил на Балтийском фестивале балета в Риге, исполнив па-де-де из «Лебединого озера». Это выступление определило его дальнейшую судьбу. Руководство Латвийской Национальной оперы пригласило Овечкина исполнить партию Альберта в «Жизели», а в 1998 году Алексей стал солистом балетной труппы ЛНО.
За 16 лет работы в ЛНО Алексей Овечкин станцевал более 40 ведущих и сольных партий. В его рижском репертуаре и ведущие партии во всех классических балетах и такие далёкие от амплуа принца и романтического героя персонажи современных балетов как Двойник в «Чайковском», Петруччо в «Укрощении строптивой», Хосе в «Кармен», Вальмон в «Опасных связях», Каренин в «Анне Карениной», Коппола в «Песочном человеке», Отелло и другие. Критика по праву называла его « универсальным танцовщиком с абсолютно неповторимой пластикой и прекрасными актёрскими данными»
Значительное место в творчестве Овечкина занимает участие в постановках Аллы Сигаловой. С 1998 по 2013 год он танцевал в одиннадцати постановках А. Сигаловой. Балеты «Жёлтое танго» и «Поцелуй феи» Алексей называл одними из лучших своих балетов .
Творчество Овечкина неоднократно отмечалось различными премиями и наградами. В 2001 году он стал дипломантом конкурса артистов балета в Хельсинки. В 1999 году Овечкин получил Оперный приз кампании «Алдарис», в 2002 году — Большую музыкальную награду Латвии за исполнение партии принца Зигфрида в балете «Лебединое озеро»; ежегодной Национальной театральной премии Латвии «Ночь лицедеев» в номинации «Лучший артист балета» был удостоен в 1999, 2008 (за исполнение роли Каренина в балете «Анна Каренина») и в 2012 (за исполнение роли Солора в балете «Баядерка») годах. Артист танцевал на сценах театров всего мира — России, Франции, Великобритании, Китая, Японии, Германии, Польши, Швеции, Австрии, Голландии, Бельгии, США, Италии, Испании, Португалии, Дании, Финляндии.
В 2010 году Алексей Овечкин попробовал свои силы в работе хореографа — он стал одним из репетиторов, осуществивших перенос балета «Опасные связи» на сцену театра имени Станислава Монюшко в Познани (Польша), а затем — Национального театра в Брно (Чехия). Как ассистент хореографа Алексей Овечкин работал также над постановкой балета «Отелло» в Латвийской Национальной опере.
В марте 2011 года Алексей Овечкин вышел на сцену театра им. Моссовета в роли Михаила Новикова в спектакле «Кастинг», впервые выступив в качестве драматического актёра. Всего им было сыграно 50 (по другим данным 30) спектаклей.
19 августа 2013 года Алексей Овечкин скончался от тяжёлой болезни. Похоронен в Бресте, на кладбище «Плоска».

## Творчество

### Репертуар вБелорусском Большом академическом театре оперы и балета[6]
- «Бахчисарайский фонтан» Б. Асафьева, хореография Р. Захарова в ред. К. Голейзовского, Вацлав
- «Дон Кихот» Л. Минкуса, хореография М. Петипа, А. Горского, К. Голейзовского, В. Елизарьева, Эспада
- «Жизель», А. Адана, хореография Ж. Перро, Ж. Коралли, М. Петипа в ред. М. Лавровского. Пост. И. Колпаковой, Альберт
- «Корсар» А. Адана, Бирбанто
- «Лебединое озеро», П. И. Чайковского, принц Зигфрид
- «Раймонда» А. Глазунова, хореография М. Петипа в ред. Ю. Григоровича, Жан де Бриен
- «Ромео и Джульетта» С. Прокофьева, хореография В. Елизарьева, Парис, Ромео
- «Серенада» П. И. Чайковского, солист
- «Сотворение мира» А. Петрова, хореография В. Елизарьева, Бог
- «Страсти (Рогнеда)» А. Мдивани, хореография В. Елизарьева, князь Ярополк
- «Чиполлино» А. Хачатуряна, хореография Г. Майорова, граф Вишенка
- «Шелкунчик» П. И. Чайковского, хореография В. Елизарьева, персидский танец

### Репертуар вЛатвийской национальной опере[3][7]
1997
- «Жизель» А. Адана, хореография М. Петипа, Е. Чанга, Альберт
- «Щелкунчик» П. И. Чайковского, хореография В. Вайнонен, И. Строде, Щелкунчик-принц

1998
- «Лебединое озеро» П. И. Чайковского, хореография М. Петипа, A. Лемберга, Принц Зигфрид
- «Видение Розы» К. М. фон Вебера, хореография М.Фокина, З. Эррс, Г. Горбанова, Дух Розы
- «Жёлтое танго» на муз. А. Пьяццолы, хореография А. Сигаловой, солист
- «Чайковский» на муз. П. И. Чайковского, хореография Б. Эйфмана, Двойник

1999
- «Спящая красавица» П. И. Чайковского, хореография М. Петипа — А. Лейманис, принц Дезире
- «Ромео и Джульетта» С. Прокофьева, хореография В. Васильева, Ромео

2000
- «Серебряная завеса» Ю. Карлсонса, хореография К. Пастора, принц Нормунд
- «Щелкунчик» П. И. Чайковского, хореография А. Лейманиса, Щелкунчик-принц

2001
- «Дон Кихот» Л. Минкуса, хореография А. Лемберга, Базиль
- «Весна священная» на муз. И. Стравинского, хореография К. Пастора, Мужчина
- «Кармен» Ж. Бизе — Р. Щедрина, хореография К. Пастора, Хосе
- «Укрощение строптивой» на муз. К. Голдмарка, хореография Л. Середжи, Петруччо

2002
- «Коппелия» Л. Делиба, хореография А. Лейманиса, Франц
- «Лебединое озеро» П. И. Чайковского, хореография М. Петипа, A. Лейманиса, Принц Зигфрид
- «Clear invisible (Ad Libitum)» на муз. П. Васкса, хореография П. Зуска, солист

2003
- «Шехерезада» («Шехерезада. Петрушка. Жар птица») И. Стравинского, хореография М. Фокина в постановке 
А. Лиепы, Золотой раб
- «Корсар» А. Адана, хореография А. Лейманиса, Конрад, Раб

2004
- «Дон Кихот» Л. Минкуса, хореография А. Лейманиса, Базиль, Эспада
- " Emīls Dārziņš "(Вечер молодых хореографов) на муз. Эмилса Дарзиньша, хореография К. Бурлова, Эмилс Дарзиньш
- «Светлый ручей» Д. Шостаковича, хореография А. Ратманского, Классический танцовщик

2005
- «Золушка» С. Прокофьева, хореография Р. Поклитару, Опекун

2006
- «Жизель» А. Адана, хореография А. Лейманиса, Альберт
- «Опасные связи» А. Маскатса, хореография К. Пастора, Виконт де Вальмон

2007
- « Grand pas de deux» («Полудрагоценные камни. Сон Марии») на муз. Дж. Россини, хореография К. Шпука, солист
- «Полудрагоценные камни» («Полудрагоценные камни. Сон Марии») на муз. Ф. Шопена, Ф. Пуленка, А. Ш. Литольфа, Хуберта Бата, хореография П. Анастосса, Цирконий
- «Сон Марии» («Полудрагоценные камни. Сон Марии») на муз. Ч. Пуньи, К. Сен-Санса, хореография П. Зуска, Лебедь
- «Сотворение» («(Radīšana)») на муз. Л. Бетховена, хореография Т. Маландена, солист

2008
- «Анна Каренина» на муз. П. И. Чайковского, хореография Б. Эйфмана, Каренин
- «Танго» на муз. А. Маскатса, хореография К. Пастора, солист
- «Болеро» на муз. М. Равеля, хореография И. Маркова, солист
- «Песочный человек» на муз. А. Шнитке, Р. Шумана, М. Доннера, хореография К. Шпука, Коппола

2009
- «Странствия» на муз. народов мира, хореография М. Вайнрота, солист
- «2008» (Вечер молодых хореографов), хореография А. Липска, солист

2010
- «Спящая красавица» П. И. Чайковского, хореография М. Петипа — А. Лейманиса, Принц Дезире
- «Сон в летнюю ночь» на муз. Ф. Мендельсона-Бартольди, хореография Ю. Вамоша, Оберон
- «Aplam» на муз. Ю. Каускулиса, К. Тобиса, хореография О. Житлухиной, танцор

2011
- «Танго» («4 мира. 4 стихии») на муз. А. Маскатса, хореография К. Пастора, солист
- «Сон Марии» («4 мира, 4 стихии») на муз. Ч. Пуньи, К. Сен-Санса, хореография П. Зуска, Лебедь
- «Эрда» («4 мира. 4 стихии») на муз. П. Васкса, хореография Ю. Вамоша, Мужчина

2012
- «Баядерка» Л. Минкуса, хореография М. Петипа — А. Лейманиса, Солор
- «Отелло» на муз. И. С. Баха, Я. Ксенакиса, А. Тертеряна, хореография А. Сигаловой, Отелло
- Ромео и Джульетта С. Прокофьева, (Балетный вечер Possible II), хореография Л.Лавровского, Ромео

2013
- «Кармен» («Кармен. 5 танго») Ж. Бизе — Р. Щедрина, хореография К. Пастора, Хосе

### ПостановкиАллы Сигаловойс участием Алексея Овечкина
1998
- «Жёлтое танго» на муз. А. Пьяццолы

1999
- «Эскизы к закату» на муз. Л. Десятникова, А. Пьяццолы, Э. Сати
- «Циники» на муз. композиторов русского авангарда начала XX в.

2000
- «Болеро» на муз. М. Равеля

2001
- «Грёзы любви» на музыку европейского танго
- «Семь смертных грехов» на муз. К. Вайля

2002
- «Красные и чёрные танцы» на муз. М. Равеля, Л. Десятникова, А. Пьяццолы

2003
- «Поцелуй феи» на муз. И. Стравинского, Парень

2012
- «Отелло» на муз. И. С. Баха, Я. Ксенакиса, А.Тертеряна, Отелло

## Фильмография
- 2018 Gribētos būt aplim (латыш.) («Хочу быть кругом») — документальный фильм студии Юриса Подниекса об Алексее Овечкине. Режиссёр — Р. Рубинс, сценарий — К. Вавере, оператор — У. Янсис, продюсер — А. Цилинска. (70 мин.) Премьера состоялась 4 мая 2018 г. в Риге.

## Награды
- 1999 Оперный приз кампании «Алдарис»
- 1999 Национальная театральная премия Латвии «Ночь лицедеев» в номинации «Лучший артист балета»
- 2001 Дипломант конкурса артистов балета в Хельсинки
- 2002 Большая музыкальная награда Латвии за исполнение партии Зигфрида в балете «Лебединое озеро»
- 2008 Национальная театральная премия Латвии «Ночь лицедеев» в номинации «Лучший артист балета» за исполнение роли Каренина в балете «Анна Каренина»
- 2012 Национальная театральная премия Латвии «Ночь лицедеев» в номинации «Лучший артист балета» за исполнение роли Солора в балете «Баядерка»

## Память
- В 2014 году в Латвии была создана программа хореографического образования памяти Алексея Овечкина
- 23 декабря 2014 в Риге, в Домском соборе впервые исполнено произведение композитора А. Маскатса «Сонет к Орфею. (Р.-М.Рильке Сонеты к Орфею. 29 сонет). Произведение для сопрано, трубы и органа. Посвящение Алексею Овечкину»
- В 2015 году в Риге издана книга «Парение сокола. Артист балета Алексей Овечкин. Импрессия воспоминаний». В книге собраны воспоминания близких, друзей, коллег, учителей, зрителей Алексея Овечкина. Автор и составитель — Гунта Балиня, педагог-репетитор Латвийской Национальной оперы, профессор Латвийской академии культуры. Книга издана на двух языках — латышском и русском. Издание иллюстрировано большим количеством фотографий из личного архива Овечкина и архива ЛНО.
- В своей книге "Счастье моё!" (ISBN 978-5-17-112055-9) в главе «Лёша» об Овечкине рассказывает Алла Сигалова.